# Zarděnky
Zarděnky (odborně rubeola) je virové infekční onemocnění, starý český název je třetí dětská nemoc, zřídka růžovka, což však může být obecné označení roseol). 
Projevují se charakteristickou vyrážkou na kůži (exantémem).
Nakažlivé jsou už týden před objevením exantému a další týden v průběhu exantému. Infikovaní novorozenci jsou často dlouhodobým zdrojem nákazy (až do 1 roku) pro své okolí, zejména pro těhotné ženy.

## Klinické projevy
Inkubační doba zarděnek je 10–20 dní, průměrně 17 dní. Onemocnění se projevuje makulopapulózní vyrážkou, která začíná na obličeji (což nemusí být ve všech případech) a odtud se šíří na celé tělo, a zduřením subokcipitálních a retroaurikulárních mízních uzlin. Onemocnění může mít i podstatně lehčí průběh, před osypáním mohou být průjmy a zimnice (to bývá prvotním příznakem, následuje-li osypání).
Onemocnění může proběhnout bez komplikací, v podstatě jako horečnaté onemocnění s makulopapulosním exantémem, může ale proběhnout i vážně s neurologickými komplikacemi nebo s komplikacemi postihujícími jiné orgánové systémy a tkáně.
Nejvážnější neurologickou komplikací, nikoli častou, ale smrtelnou, je progresivní rubeolová panencefalitida (PRP), analogická spalničkové subakutní sklerozující panencefalitidě (SSPE, podle autorů - eponymicky - m. Dawson, m. Pette-Döring a m. Van Bogaert).
Vážné je postižení zárodku a plodu intrauterinní infekcí; první si souvislosti všiml  australský oftalmolog Norman Gregg, když zkoumal epidemii dětských katarakt a došel k závěru, že matky těchto dětí měly častější výskyt onemocnění zarděnkami v graviditě.
Mezi příznaky intrauterinní infekce rubeolou patří vrozený glaukom, katarakta u 6- až 9letých dětí, percepční hluchota a vrozená srdeční vada.

## Léčba
Specifická léčba neexistuje a vzhledem k mírnému průběhu většiny onemocnění není ani nutná. Pokud se vyskytnou komplikace jako vyšší horečka nebo zánět kloubů, spočívá léčba v mírnění příznaků. 
U žen těhotných v počátečním stádiu těhotenství, které se dostaly do kontaktu s nemocným zarděnkami, je třeba laboratorně ověřit, zda mají protilátky a jsou chráněny. Profylaxe protizarděnkovým imunoglobulinem je možná, ale nechrání spolehlivě před infekcí a postižením plodu.

## Komplikace
Mezi možné komplikace zarděnek patří artritida, encefalitida, trombocytopenie a myokarditida.
Intrauterinní infekce je spojena s rizikem postižení zárodku a plodu s vrozenými vývojovými vadami.

## Očkování
V rámci pravidelného očkování se podává MMR vakcína, která obsahuje oslabené viry spalniček, příušnic a zarděnek. 
První dávka se podává od třináctého měsíce do osmnáctého měsíce věku dítěte a přeočkování se provádí mezi 5.–6. narozeninami dítěte.